# Der Wachsbogen
Der Wachsbogen war eine zur Zeit der Weimarer Republik zu Beginn der 1930er Jahre im Umfeld der Künstlergruppierung der Neuen Sachlichkeit in Hannover erschienene Zeitschrift. Nur zwölf Hefte erschienen vom Spätsommer 1931 bis Juni 1932 unter ärmlichen Bedingungen im Matrizendruck und in Stückzahlen von nur 100 bis 200 Exemplaren. Herausgeber der ersten fünf Hefte war der Schriftsteller Gustav Schenk, die weiteren Hefte wurden von der Malerin und Grafikerin Grethe Jürgens herausgegeben.
Die am Wachsbogen Beteiligten verstanden die Hefte als Tribüne der seinerzeit jungen, noch nicht etablierten Kunst, wobei sie die „offizielle“, bürgerliche Kunstszene der Stadt Hannover kritisierten. Dabei blieben sie letztlich jedoch unpolitisch. So schrieb etwa Grethe Jürgens im Heft 5/6 1932 über die Darstellung von Arbeitern der Zeit:

„Es werden Arbeitslose, Landstreicher oder Bettler gemalt, aber nicht, weil das ‚interessante Typen‘ sind, und auch nicht, weil man, wie Käthe Kollwitz zum Beispiel, an das soziale Gewissen und an das Mitleid der Gesellschaft appellieren will, sondern weil man plötzlich sieht, daß in diesen Gestalten der stärkste Ausdruck unserer Tage liegt.“

Die Zeitschrift ging im Zusammenhang mit der Weltwirtschaftskrise kurz vor der Machtergreifung durch die Nationalsozialisten ein.